# Stockalperweg
La Stockalperweg (detta anche Sentiero Stockalper) è una mulattiera voluta nel 1600 dal barone Stockalper per facilitare gli scambi commerciali europei secondo l'asse sud-nord. Collega Briga a Domodossola attraverso il Passo del Sempione.

## Storia
Commerciante e nobile intraprendente, intorno al 1630, il barone Stockalper diede luogo al miglioramento e alla messa in sicurezza della vecchia mulattiera medievale che valicava il Passo del Sempione.
La mulattiera risaliva in effetti all'imperatore romano Settimio Severo, che nel 196 d.C. aveva tracciato lungo questa direttrice un ripido itinerario (in alcuni punti arrivava al 40% di pendenza) che valicava le Alpi, di cui restavano però solo alcune tracce. Si trattava comunque di una strada all'epoca poco importante, di cui mancano documenti o ritrovamenti che possano dimostrare l'esistenza di traffico mercantile, a testimonianza della quale sono state rinvenute monete romane in prossimità del valico.
Grazie al barone il Passo del Sempione ritornò a essere il principale passaggio commerciale fra Nord e Sud Europa (dal 1648 il barone - in qualità di maître du sel - deteneva il monopolio per il commercio del sale nel Vallese), mettendo in comunicazione la Val Padana con la Valle del Rodano.
In onore del barone Stockalper tale strada venne pertanto chiamata Stockalperweg e lo stesso barone conquistò il soprannome di Roi du Simplon (Re del Sempione).
È lungo questo percorso che nel 1666 lo stesso barone fa costruire l'Ospizio del Sempione (conosciuto originariamente col nome di Alte Spittel) sulle rovine di una struttura preesistente che risaliva al 1235. A Gondo (dove tra l'altro aveva in gestione le miniere d'oro), per favorire i propri commerci e traffici, fece inoltre costruire un edificio su più piani protetto da torri, con funzione di magazzino e alloggio, soprannominato Torre Stockalper (venne gravemente danneggiata da una frana il 14 ottobre 2000 e i lavori di restauro si protrassero per quattro anni).
Le opere promosse dal barone Stockalper lungo la Stockalperweg consentirono inoltre lo sviluppo di un servizio postale efficiente, affidato fino ad allora a monaci erranti, suonatori, musicisti ambulanti e messaggeri vescovili. Infatti Stockalper intuì che l'introduzione di un sistema postale fisso avrebbe giovato al commercio. Nel 1640 fu così istituito un corriere a cavallo che portava attraverso il Passo del Sempione le lettere da Ginevra a Milano in otto giorni d'estate e dieci d'inverno. Lungo la nuova strada Stockalperweg del Sempione, vennero pertanto costruite nuove stazioni di posta con stalle per i cavalli.

### Il declino
Alla morte di Stockalper il valico del Sempione fu però abbandonato a sé stesso e la mulattiera divenne nuovamente insicura per mancanza di manutenzione; le organizzazioni di trasporto vennero sciolte, i punti di sosta e i magazzini venduti o abbandonati e i commerci si interruppero quasi del tutto. Infatti, a partire dall'esilio di Stockalper del 1679, la monarchia piemontese era riuscita a dirottare i transiti commerciali dal Passo del Sempione a quello del Moncenisio.
La considerevole diminuzione del traffico lungo la Stockalperweg, la cui manutenzione era in parte finanziata dalle tasse doganali e dal pedaggio, unita alla manutenzione negligente delle società incaricate dal Vallese della gestione e del rifornimento della via del Sempione, determinarono il rapido declino della Stockalperweg.
Solo negli ultimi decenni del XVIII secolo la mulattiera Stockalperweg fu ripristinata da uno Stockalpern, discendente del barone, per conto del consiglio vallesano.

### La ripresa dell'idea
Ma fu proprio grazie al passaggio delle armate spagnole, seguite da quelle francesi e austriache, dal Passo del Sempione durante la seconda metà del XVIII secolo che conferirono al passo una rinnovata dimensione strategica che non sfuggì a Napoleone Bonaparte, che prende rapidamente coscienza dell'importanza degli accessi transalpini per le sue mire espansionistiche. Giunto con la sua armata in Italia attraverso il Colle del Gran San Bernardo nel maggio 1800 (per la seconda campagna d'Italia contro gli austriaci, vinti a Marengo), mentre il suo generale Béthencourt passa dal Sempione alla testa di mille uomini per un'operazione secondaria, già il 17 settembre 1800 promulga un decreto relativo alla costruzione di una nuova strada con lo scopo di rendere praticabile per i cannoni il percorso da Briga a Domodossola. Il percorso partiva da Glis anziché da Briga, più a est della mulattiera, nel punto in cui la Saltina, affluente del fiume Rodano, poteva essere superata con maggior facilità). L'apertura ufficiale della strada avvenne il 9 ottobre 1805: era nata la Strada del Sempione così come la conosciamo ai giorni nostri.

## Caratteristiche
La mulattiera Stockalperweg esiste ancora e può tuttora essere percorsa a piedi dagli escursionisti. Da Briga al Passo del Sempione corre parallela all'attuale strada asfaltata (sulla sua sinistra orografica). Poi, giunta a Sempione, punta decisamente a meridione, abbandonando la Val Divedro e raggiungendo Domodossola passando da Bognanco, attraverso un paesaggio naturale ancora intatto.

## Immagine

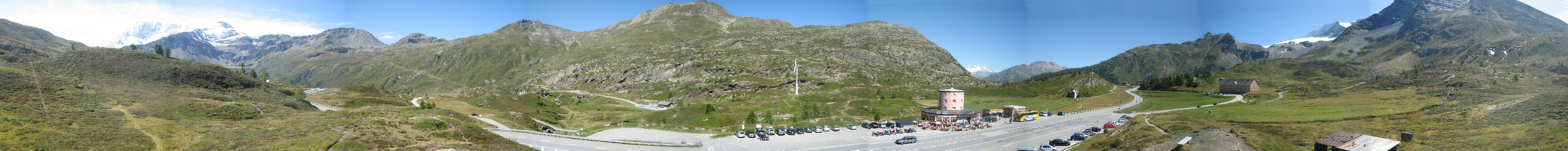
Vista panoramica sul Passo del Sempione: la Stockalperweg è la mulattiera che passa subito alle spalle del parcheggio.